# Gieorgij Chiża
Gieorgij Stiepanowicz Chiża (ur. 2 maja 1938 w Aszchabadzie) – rosyjski polityk.
Absolwent Politechniki Leningradzkiej Akademii Gospodarki Narodowej przy Radzie Ministrów ZSRR. Od listopada 1991 do maja 1992 wicemer i przewodniczący kolegium merostwa Sankt Petersburga. Od 1992 do 1993 zastępca szefa rządu Federacji Rosyjskiej. Od czerwca 1993 przewodniczący Rady Ekspertów przy rządzie Rosji.